# Isoniazid
Isoniazid er et indholdsstof i lægemidler mod tuberkulose, der for det meste forårsages af bakterien mycobacterium tuberculosis. Isoniazid hæmmer dannelsen af mykolsyre, der indgår i mycobacterium tuberculosis' cellevæg, hvilket fører til, at cellevæggen opbygges forkert, og bakterierne dør.

## Farmakokinetik
Stoffet elimineres fra kroppen, overvejende ved konjugation i leveren med acetat til acetylisoniazid. Dette stof er mindre aktivt og udskilles lettere end isoniazid selv. Nogle patienter er hurtige acetylatorer (ca. 40% af den kaukasiske befolkning), og hos disse er halveringstiden for isoniazid ca. 60 minutter, og hos langsomme acetylatorer (ca. 60& af den kaukasiske befolkning) er halveringstiden ca. 160 minutter.

## Bivirkninger
Bivirkningerne ved indtagelse af isoniazid er bl.a.:
- Perifere nervesymptomer
- Kramper
- Betændelse af synsnerven
- Svimmelhed
- Ataksi
- Eufori
- Nedsat hukommelse
- Psykoser (sjældent)
- Mavebesvær
- Leverbetændelse
- Methæmoglobinæmi

## Symptomer ved forgiftning
Symptomerne ved forgiftning er bl.a.:
- Kvalme
- Opkastning
- For lavt blodtryk
- Kramper

## Lægemidler indeholdende isoniazid på det danske marked
Isoniazid fås i Danmark kun på recept. Der er kun ét lægemiddel med isoniazid som det eneste aktive stof:
- Isoniazid "Oba", tabletter á 300 mg

De følgende lægemidler er kombinationspræparater med isoniazid som et af de aktive stoffer:
- Rimactazid, Komb., tabletter á 75 mg isoniazid og 150 mg rifampicin.
- Rimcure, Komb., tabletter á 75 mg isoniazid, 400 mg pyrazinamid og 150 mg rifampicin.
- Rimstar, Komb., tabletter á 275 mg ethambutol, 75 mg isoniazid, 400 mg pyrazinamid og 150 mg rifampicin

## Eksterne links
Læs mere om medicin, der indeholder Isoniazid på medicin.dk